# الحردوب

تعديل مصدري - تعديل

الحردوب هي إحدى قرى عزلة  الوضيع بمديرية الوضيع التابعة لمحافظة أبين، بلغ تعداد سكانها 551 نسمة حسب تعداد اليمن لعام 2004.